# Carl Eduard Cramer
Carl Eduard Cramer (4 de marzo de 1831, Zúrich-24 de noviembre de 1901, ibíd.) fue un botánico, micólogo, algólogo, y profesor suizo.

## Biografía
Era hijo de Salomon y de Anna Magdalene Burkhard. Estudia en Zúrich y en Friburgo de Brisgovia; fue su mentor el afamado botánico Karl Wilhelm von Nägeli (1817-1891), obteniendo su doctorado en 1855.
En 1857 es docente asistente, y luego profesor de botánica de 1861 a 1901 en la "Eidgenössische Technische Hochschule" (Escuela Politécnica Federal) de Zúrich. Enseña igualmente en la Universidad de Zúrich de 1880 a 1883 y dirige su Jardín botánico de 1882 a 1893.
Se especializó en fisiología, genealogía y cecimiento-desarrollo de células vegetales.
Cramer fue coautor, con Nägeli, de Pflanzen physiologische Untersuchungen (1855-1857), así como de numerosos artículos. Se interesó también en los champiñones de Suiza, de la bacteriología, teratología vegetal, flora criptogámica y micología.
- La abreviatura «C.E.Cramer» se emplea para indicar a Carl Eduard Cramer como autoridad en la descripción y clasificación científica de los vegetales.[2]